# روجيريو سيني
روجيريو موكي سيني ((بالبرتغالية: Rogério Ceni)؛ مواليد 22 يناير 1973 في باتو برانكو) هو لاعب كرة قدم برازيلي سابق كان يلعب كحارس مرمى.
معظم مسيرته الاحترافية التي امتدت 25 عاماً قضاها مع نادي ساو باولو، وقد لعب أكثر من 1000 مباراة مع النادي وفاز ثلاثة مرات في كأس ليبرتادوريس، وبكأس العالم للأندية. يعتبر أكثر حراس المرمى تسجيلاً للأهداف على مر التاريخ. كان ضمن تشكيلة منتخب البرازيل الفائز بكأس العالم لكرة القدم 2002.

## المسيرة الاحترافية
بدأ روجيريو سيني مسيرته مع كرة القدم في نادي سينوب في عام 1987، وانتقل في عام 1990 إلى ساو باولو، ويعتبر روجيريو سيني أكثر حراس المرمى تسجيلا للأهداف، ففي يوم 20 أغسطس 2006 سجل هدفه رقم 122 ليصبح بالمركز الأول، ويأتي من بعده خوسيه لويس تشيلافيرت وجورج كامبوس، ويعتبر سيني أحد أفضل اللاعبين الذين يسددون الكرات الثابتة في العالم، حيث نجح في تسجيل 155 هدف خلال مسيرته الكروية الممتدة حتى الآن مما جعله أكثر الحراس تسجيلا في التاريخ.

## المسيرة الدولية
مثل منتخب بلاده منتخب البرازيل لكرة القدم في 16 مباراة دولية ولكنه لم يسجل أي هدف فيها، وكان مع الفريق الفائز في كأس العالم لكرة القدم 2002، وقد لعب في كأس العالم لكرة القدم 2006 لمدة عشر دقائق أمام منتخب اليابان لكرة القدم في المباراة التي فاز فيها منتخب البرازيل لكرة القدم بأربعة أهداف مقابل هدف واحد.

## روابط خارجية
- الموقع الرسمي
 (بالبرتغالية)
- روجيريو سيني على موقع الاتحاد الدولي (مؤرشف)  (الإنجليزية)
- روجيريو سيني على موقع إي إس بي إن إف سي (الإنجليزية)
- روجيريو سيني على موقع قاعدة بيانات كرة القدم.إي يو (الإنجليزية)
- روجيريو سيني على موقع ليكيب (الفرنسية)
- روجيريو سيني على موقع ناشيونال فوتبول تيمز (الإنجليزية)
- روجيريو سيني على موقع Soccerway.com (الإنجليزية)
- روجيريو سيني على موقع عالم كرة القدم.نت (الإنجليزية)
- روجيريو سيني على موقع كووورة
- روجيريو سيني على موقع أوليمبيديا (الإنجليزية)
- روجيريو سيني على موقع AS.com (الإسبانية)